# Paraserixia borneensis
Paraserixia borneensis là một loài bọ cánh cứng trong họ Cerambycidae.